# Museo para la Fotografía (Berlín)
El Museo para la Fotografía, en idioma alemán Museum für Fotografie,  es un museo estatal alemán de fotografía que se encuentra situado en un edificio restaurado de un antiguo casino militar (Kaisersaal) en el barrio de Charlottenburg de Berlín. Es la sede de la Fundación Helmut Newton.
El museo se inauguró el 3 de junio de 2004 y depende de la Biblioteca de Arte de Berlín (Kunstbibliothek) por lo que acoge su colección de fotografías, aunque desde 2003 existía un acuerdo entre la Fundación Prusiana de Propiedades de Arte (Stiftung Preußischer Kulturbesitz) y la Fundación Helmut Newton por lo que ésta ocupa los espacios para exposiciones en la planta baja y primera planta del edificio. El museo está diseñado como sala de exposiciones y como centro de investigación y documentación de la fotografía. 
El edificio de estilo neoclásico se inauguró el día 2 de septiembre de 1909 y fue diseñado por Heino Schmieden y Julius Boethke y se utilizó como casino militar (Kaisersaal). Durante la Segunda Guerra Mundial sufrió muchos desperfectos y tras su restauración se estuvo empleando como sala de exposiciones entre 1978 a 1986. En 1993 se convirtió en almacén y taller de trabajo hasta que se convirtió en museo en 2004.